# 嵯峨美術短期大学
嵯峨美術短期大学（さがびじゅつたんきだいがく、英語: Kyoto Saga Art College）は、京都府京都市右京区嵯峨五島町一番地に本部を置く日本の私立大学。1971年創立、1971年大学設置。

## 概要
- 京都府京都市右京区に所在する日本の私立短期大学で、設置主体は学校法人大覚寺学園[1]。
- 1971年に嵯峨美術短期大学として開学し、当初は美術専攻60人、生活デザイン専攻60人計120人の入学定員として発足[2]。
- 2001年度より専攻課程なしとなり、学名を一旦変更。
- 2017年度より再び開学当初と同じ学名となる。

### 教育および研究
- 嵯峨美術短期大学は美術系専門の教育を行う学科が設置されているが、茶道や華道など日本の伝統美も重視した科目が設置されている。
- 「海外美術研修」と称した研修として、フランス・イギリス・インドで行われている。

### 学風および特色
- 嵯峨美術短期大学は仏教思想に基づいた教育がベースとなっている。

## 沿革
- 1971年
  - 1月27日 左記を以て文部省[注 2]より短期大学の設置が認可される。[3][4]
  - 4月1日 嵯峨美術短期大学として以下の学科体制にて開学[注 3]。
    - 美術学科
      - 美術専攻[注釈 1]
      - 生活デザイン専攻[注釈 1]

  - 5月1日 学生数[8]/定員
    - 美術学科 93[注 4]/120
- 1972年
  - 京都市右京区嵯峨朝日町の仮校舎に移転。
- 1973年
  - 1月26日 専攻科の設置が認可され、以下の課程を設ける[注 5]。
    - 美術専攻 入学定員15名
    - 生活デザイン専攻 入学定員25名

  - 4月1日 美術学科における各専攻について、以下入学定員増を行う[注 6]。
    - 美術専攻 60→80
    - 生活デザイン専攻 60→120

  - 5月1日 学生数[14]/定員
    - 美術学科 
      - 美術専攻 205[注 7]/140
      - 生活デザイン専攻 332[注 8]/180
- 1975年
  - 4月1日 美術学科における各専攻について、以下入学定員増を行う[注 9]。
    - 美術専攻 80→120
    - 生活デザイン専攻 120→180

  - 5月1日 学生数[18]/定員
    - 美術学科 844[注 10]/500
- 1977年
  - 4月1日 美術学科及び専攻科の各生活デザイン専攻をデザイン専攻と改称[注 11]。
- 1978年
  - 4月1日 専攻科の修業年限を2年制に変更し、デザイン専攻の入学定員を25→15に減員[21]。
- 1981年
  - 4月1日 美術学科における各専攻について、以下入学定員増を行う[22]。
    - 美術専攻 120→160
    - 生活デザイン専攻 180→240
- 1981年
  - 5月1日 学生数[23]/定員
    - 美術学科 1,067[注 12]/700
- 1985年
  - 5月1日 学生数[24]/定員
    - 美術学科 1,006[注 13]/800
- 1986年
  - 5月1日 学生数[25]/定員
    - 美術学科 1,052[注 14]/800
- 1987年
  - 5月1日 学生数[26]/定員
    - 美術学科 1,092[注 15]/800
- 1991年
  - 4月1日 美術学科における各専攻について、以下入学定員増を行う[注 16]。
    - 美術専攻 160→260
    - 生活デザイン専攻 240→340

  - 5月1日 学生数[31]/定員
    - 美術学科 1,150[注 17]/1,000
- 1992年
  - 4月1日 専攻科が大学評価・学位授与機構に認定される[32]。
  - 5月1日 学生数[注 18]/定員
    - 美術学科 1,257[注 19]/1,200
- 1995年
  - 学校法人大覚寺学園嵯峨芸術文化研究所を発足
  - 4月1日 専攻科の各専攻課程について以下の通り増員する[35]。
    - 美術専攻 15→30
    - デザイン専攻 15→20
- 1999年
  - 学校法人大覚寺学園嵯峨芸術文化研究所を大学附属の芸術文化研究所として改組。
  - 5月1日 学生数[36]/定員
    - 美術学科 1,401[注 20]/1,200
- 2000年
  - 4月1日 美術学科の入学定員を600→560に減員[37]。
    - 美術専攻 260→240？
    - 生活デザイン専攻 340→320？
- 2001年
  - 4月1日 京都嵯峨芸術大学短期大学部に変更[注 21]。入学定員を560[38]→310に減員[39]。
- 2004年
  - 罧原（ふしはら）キャンパスが開設され、本部キャンパスとの2キャンパスとなる。
  - 4月1日 美術学科の入学定員を319→250に減員[40]。
- 2005年
  - 9標準コースを、美術、デザインの2分野に再編。
- 2007年
  - 4月1日 美術学科の入学定員を定員を250→200名に減員[41]。
- 2011年
  - 4月1日 マンガ分野を開設し、3分野に。入学定員を200名から150名に減員[注 22]。
  - 同 専攻科の各専攻の入学定員を以下の通り減員[43]。
    - 美術専攻 30→12
    - デザイン専攻 0→18
- 2014年
  - 1月 平成26年度大学入試センター試験参加短期大学の1校となる[44]。
  - 4月1日 コミックアート分野を開設し、4分野となる。
- 2015年
  - 1月 平成27年度大学入試センター試験参加短期大学の1校となる[45]。
- 2016年
  - 1月 平成28年度大学入試センター試験参加短期大学の1校となる[46]。
- 2017年
  - 4月1日 嵯峨美術短期大学に再び改称[47]。。

## 基礎データ

### 所在地
- 京都府京都市右京区嵯峨五島町一番地

### 象徴
- カレッジマークは右記資料にあり[注 23]

#### 学科
- 美術学科 入学定員150名[1]
  - 日本画領域
  - 洋画・現代アート領域
- デザイン分野
  - グラフィックデザイン領域
  - 広告デザイン領域
  - イラストレーション領域
  - 絵本領域
  - アニメーション領域
  - 暮らしのグッズデザイン領域
- マンガ分野
  - マンガ領域
- コミックアート分野
  - コミックアート領域

### 旧学科体制
- 美術学科
  - 美術専攻 入学定員240名[注釈 2]
  - デザイン専攻 入学定員320名[注釈 2]

#### 専攻科
- 美術専攻 入学定員12名[注釈 3]
- デザイン専攻 入学定員18名[注釈 3]

##### 取得資格について
- かつては中学校教諭二種免許状（美術）の課程があった[注 24]。

### 研究
- 『嵯峨美術短期大学紀要』[53]

#### 附属施設
- 芸術文化研究所：1978年に設置された。
- 附属芸術センター
- 附属ギャラリー アートスペース嵯峨
- 学付属博物館
- 附属図書館

## 学生生活

### 部活動・クラブ活動・サークル活動
- 嵯峨美術短期大学のクラブ活動
  - 体育系：バスケットボール・軟式野球・テニス・スキー・バレーボール・バドミントン・サッカーほか
  - 文化系：軽音楽・演劇・ピアノほか

### 学園祭
- 嵯峨美術短期大学の学園祭は毎年、概ね大学との合同で11月上旬頃に行われている。初代嵯峨美術短大だった頃は「嵯峨美祭」という名称や、京都嵯峨芸術短期大学部の頃は「嵐芸祭」という名称で行われていたりした。

## 主な出身者

### 文化
- 河井リツ子：漫画家（とっとこハム太郎）
- ほしよりこ：漫画家（きょうの猫村さん）
- 山田デイジー：漫画家（ボーイフレンド）
- 中田雅喜：漫画家（純情ももいろ日記）
- 北村謙次：漫画家（ポケモン・ザ・ムービーXY 破壊の繭とディアンシー）
- 福島敦子：アニメーター、イラストレーター（ポポロクロイス物語）
- 逢坂浩司：アニメーター（機動戦士Vガンダム）
- 米正万也：アニメーション作家
- 令丈ヒロ子：児童文学作家（若おかみは小学生!）
- 安斎レオ：玩具プロデューサー・京都嵯峨芸術大学客員教授
- 中村貴子：音楽ジャーナリスト
- 伊庭靖子：画家
- MOTOKO：写真家
- ニシワキタダシ：イラストレーター

### 芸能
- 長田庄平：芸人（チョコレートプラネット）
- ユースケ：芸人（ダイアン）
- UA：歌手
- 大本眞基子：声優
- 村井克行：俳優
- 山崎カナコ：リポーター・MC・DJ

## 施設

### 本部キャンパス
- 交通アクセス

阪急電鉄嵐山線松尾大社駅からスクールバスが運行されている。
一般の公共交通を利用する場合は、京都駅からバスや阪急京都本線大宮駅から嵐電を利用。
「車折神社」バス停留所で下車。
- 設備：事務所・学生食堂・スタジオ・体育館・講堂ほか

### 罧原キャンパス
- 立地は本部キャンパスより徒歩数分ほど歩いた場所で桂川に面している。
- 設備：付属図書館

### 寮
- 嵯峨美術短期大学には、アパートの斡旋がある。また、2011年度から学生寮が大覚寺境内に設置されており、食事や風呂など学生が不自由しない設備が整っている。

## 対外関係

### 日本
- 大学コンソーシアム京都
- 放送大学

### 系列校
- 嵯峨美術大学

## 卒業後の進路について

### 就職について
- 年度により多少の変動はあるが、業種別では広告・デザインなどのサービス業、製造業、印刷会社・出版社などであり、職種としては企画・デザインなど芸術的技術を活かしたものが多い傾向にあるものとみられる。

### 編入学・進学実績
- 併設の嵯峨美術大学や嵯峨美術短期大学専攻科のほか、愛知産業大学・成安造形大学・京都精華大学・立命館大学などがある[38]。